# Ulrich van Gobbel
Ulrich van Gobbel (Paramaribo, 16 de janeiro de 1971) é um ex-futebolista surinamês naturalizado neerlandês.

## Carreira
Jogou pelo Feyenoord, Galatasaray e Southampton. Pelos Países Baixos jogou a Copa do Mundo de 1994.